# Parafia św. Stanisława Biskupa i Męczennika w Żydowie
Parafia Świętego Stanisława Biskupa i Męczennika w Żydowie – parafia rzymskokatolicka należąca do dekanatu gnieźnieńskiego I. Erygowana w XV wieku. Kościół parafialny został wybudowany w 1845 w stylu klasycystycznym.
Od roku 1854 do 1855 w parafii służył ksiądz Jan Walenty Kręcki. W latach 1959–1989 proboszczem parafii był Szczepan Pieszczoch.

## Dokumenty
Księgi metrykalne: 
- ochrzczonych od 1945 roku
- małżeństw od 1945 roku
- zmarłych od 1945 roku